# Lauenau
Lauenau er en by og kommune i det nordvestlige Tyskland med 4200 indbyggere (2018-12-31), beliggende i Samtgemeinde Rodenberg i den østlige del af Landkreis Schaumburg. Denne landkreis ligger i den nordlige del af delstaten Niedersachsen.

## Geografi
Kommunen er beliggende i Deister-Sünteldalen sydvest for Hannover. Højdedragene er udløbere af Weserbergland og danner en overgang til den Nordtyske Slette. Floden Rodenberger Aue og Mühlenbach løber gennem kommunen.

### Nabokommuner
Lauenau grænser mod syd op til kommunerne Hülsede (2 km) og Messenkamp (1,5 km), mod sydvest ligger Pohle (2 km), mod nordvest Apelern (3 km). Lidt længere væk mod nord finder man byen Rodenberg (5 km) og mod nordøst, på den anden side af Deister, byen Barsinghausen (7 km i luftlinje).

### Inddeling
Ud over Lauenau, findes landsbyen Feggendorf i kommunen.